# Besleria cinnabarina
Besleria cinnabarina är en tvåhjärtbladig växtart som beskrevs av Karl Fritsch. Besleria cinnabarina ingår i släktet Besleria och familjen Gesneriaceae. Inga underarter finns listade i Catalogue of Life.